# 奥田誠一の定期刊行物等への掲載論文
奥田誠一の定期刊行物等への掲載論文では、奥田誠一の美術・窯業・建築工芸等雑誌への掲載論文リストを示す。

## 発行年順一覧

### 1910年代
- 我國彫像の比例に就いて 1 - 3 日本美術 145-147 1911
- 日本陶磁器槪説 1 - 2 日本美術 153 - 158 1911
- 陶磁器の賞翫 11-3 美術新報 1912
- 陶工仁阿彌道八 日本美術 16-1 1914
- 陶器行脚 1 - 5 美術新報 13-8 - 14-8 1914
- 仁清の窯跡に就いて 美術之日本 6-1 1914
- 仁清燒 犬梟[2] 1-1 1915
- 赤膚燒に就いて[3] 犬梟 1-3 1915
- 東洋の古代織物に於ける波斯模様に就いて 國華 307 1915
- 陶談餘滴 犬梟 1-4 1915
- 淡路燒 建築工藝叢誌 2-17 1916
- 名工柿右衞門 美術畫報 466 1916
- 柿右衞門の特色 建築工藝叢誌 2-20 1916
- 陶磁器行脚 1 - 2 建築工藝叢誌 2-21 - 2-22 1916
- 久谷燒の沿革 國華 317 1916
- 柿右衞門と鍋島と伊萬里 中央美術 7 1916
- 鍋島 美術畫報 474 1917
- 日本の陶磁器 商工時報 7-1 - 7-5 1917
- 大樋燒 書畫骨董雜誌 107 1917
- 暹羅の陶磁器 美術畫報 482 1917
- 日本の色繪陶磁器 美術 1-21 1917
- 東山燒と出石燒に就て 犬梟 2-2 1918
- 屋島燒 美術畫報 490 1918
- 柿右衞門の特色 書畫骨董雜誌 119 1918
- 茶器の鑑賞に就て 國華 340 1918
- 東山燒と出石燒 書畫骨董雜誌 126 1918
- 日本趣味陶磁器の發達 國華 347 1919
- 友禪染の掛物(1) 藝苑 1-1 1919
- 陶工青木木米 藝苑 1-4 1919

### 1920年代
- 大河内家御道具御拂帳に就て 國華 363 1920
- 仁清燒に就いて 書畫骨董雜誌 145 1920
- 陶工仁阿彌道八 書畫骨董雜誌 148 1920
- 日本陶磁器に於ける二大要素 現代の圖案工藝 74 1920
- 尾形乾山 1 - 2 日本漆工藝雜誌 231 - 232 1920
- 國寳の工藝品 1 - 4 日本漆工藝雜誌 234 - 237 1920
- 法隆寺の工藝品 美術畫報 525 1921
- 宋窯赤繪盂に就て 國華 378 1921
- 初花の茶入について 史學雜誌 32-11 1921[4]
- 工藝品の觀賞 1 - 4 日本漆工藝雜誌 249 - 252 1921
- 野々村仁清作吉野山眞壷について 國華 380 1922
- 繪高麗に就いて 書畫骨董雜誌 166 1922
- 陶磁の鑑賞に就いて 窯業協會雜誌 351 1922
- 近頃頻りに將來さるる宋窯 中央美術 8-12 1922
- 唐三彩龍耳缾に就て 國華 397 1923
- 朝鮮の古陶磁器 繪畫清談 11-5 1923
- 朝鮮三島手に就いて 書畫骨董雜誌 181 1923
- 朝鮮の雲鶴青磁の紋様に就いて 現代の圖案工藝 112 1923
- 罹災の古陶器 美術月報 4-11 1923
- 井戸から光悦迄 思想 36 1924
- 陶磁器に於ける東西文化の交渉 中央史壇 71 1926
- 三河燒の話 書畫骨董雜誌 214 1926
- 東洋陶磁の特色 大日本窯業協會雜誌 411 1927
- 陶工としての木米 書畫骨董雜誌 228 1927
- 東洋陶磁器の鑑賞 1 - 8 陶磁 1-1 - 2-6 1927
- 日本陶器史槪論 考古學講座 12 1927
- 日本陶工永樂保全と仁阿彌道八 陶磁 1-2 1928
- 射和萬吉と竹川竹齋翁 中央史壇 95 1928
- 道入以來 思想 81 1928
- 日本陶磁器の三世 工政 104 1928
- 越中瀨戸 陶磁 1-6 1929
- 赤繪の名手奥田頴川 陶磁 2-1 1929
- 名工澁右衞門 陶磁 2-2 1929
- ホブソン氏の元染付陶器に就て 陶磁 2-3 1929
- 所謂仁清風の陶工 書畫骨董雜誌 257 1929
- 弄山の新赤繪 陶磁 2-4 1929
- 正倉院の三彩陶器に就いて 寧樂 12 1929

### 1930年代
- 仁清陶器の特色 國華 470 1930
- 仁清陶器の印章について 國華 471 1930
- 支那陶器の鑑賞 特に康熙年製の磁器の特色について 1 - 2 帝國工藝 5-9 - 5-10 1930
- 古磁器を尋ねて 陶磁 3-1 1930
- 讀陶巡禮 1 - 3 陶磁 3-1 - 3-3 1930
- 北京現在の陶器の名品 書畫骨董雜誌 268 1930
- 陶器讀本 陶磁 3-3 1931
- 國寳になった陶器の話 茶わん 1-1 1931
- 古陶器の趣味 茶わん 1-1 1931
- 六兵衞の陶器 書畫骨董雜誌 273 1931
- 光悦と乾山 茶わん 1-3 1931
- 大樋燒に就て 書畫骨董雜誌 278 - 279 1931
- 光悦の茶盌 心理學及藝術の研究 1931
- 支那陶器の鑑賞 啓明會[5]第41回講演集 1931
- 新日本陶器古安東 陶磁 4-3 1932
- 呉須赤繪に就て 陶磁 4-6 1932
- 支那の陶磁器 支那工藝圖鑑第2輯陶磁工編上下解説 1932
- 呉須赤繪に就て 呉須赤繪圖鑑 1933
- 赤繪に就て 古赤繪皿百選 1933
- 染付に就いて 古染付皿百選 1933
- 漁陶漫談 茶わん 4-1 1934
- 陶磁器の仿作と贋造 陶磁 6-1 1934
- 三彩の流れ 陶磁 6-2 1934
- 宣徳の染付 陶磁 6-3 1934
- 古月軒の作品 陶磁 6-5 1934
- 支那陶磁の色と模様について 東京帝室博物館講演集第6回 1934
- 國寶の陶磁器 陶器講座 1、13、14 1935
- 重要美術品の陶磁器 陶器講座 5、7、10、13、14 1935
- 茶器としての茶碗について 國華 546 1936
- 傳仁清作色繪当時帆掛船置物解説 國華 554 1937
- 野々村仁清作色繪付法螺貝形香爐解説 國華 566 1938
- 大河内燒の一優品 國華 568 1938
- 野々村仁清作色繪付法螺貝形香爐解説 國華 579 1939
- 仁清の遺作について 陶磁 11-4 1939
- 正倉院の三彩陶器に就いて 藝術日本 7-49 1939

### 1940年代
- 呉須・呉須赤繪 京都美術靑年會誌 19 1940[6]
- 安南呉須に就て 陶磁 13-1 1941
- 泰及佛印の陶瓷に就いて 東京帝室博物館講演集14 1942
- 瀨戸印花青磁百合尊解説 國華 660 1947
- 名物茶陶考 古美術 185 1947
- 會津本郷燒 上・下 座右寳 12 - 13 1947
- 明三彩菊花唐草文碗解説 國華 665 1947
- 色繪古久谷雲龍文平水指解説 國華 666 1947
- 初明青華三果文双耳扁壷解説 國華 667 1947
- 萬暦五彩漏室双龍文長方盒解説 國華 668 1947
- 唐三彩貼花鳳頭注缾解説 國華 669 1947
- 見どころ講座 陶器 1 - 2 博物館ニュース 5、11 1948
- 仁清の茶碗 日本美術工藝 115 1948
- 高麗青磁竹梅蒲柳水禽象嵌文缾解説 國華 674 1948
- 萬暦五彩漏空雲龍文文房三具解説 國華 675 1948
- 嘉靖三彩雲龍波濤文盂解説 國華 679 1948
- 越窯青磁鐵斑文盒子解説 國華 680 1948
- 金花建盞天目 日本美術工藝 123 1949
- 金彩建盞解説 國華 683 1949
- 剔漆香盆に就て 國華 684 1949
- 玳玻盞天目解説 國華 684 1949
- 名物天目の整理 日本美術工藝 130 1949
- 赤繪から染錦手へ 日本美術工藝 132 1949
- 日本陶磁の特色 須貴 1-1 1949
- 雍正粉彩纏枝蕃吉祥雲文盤解説 國華 691 1949
- お茶道具解説 須貴 1-3 - 2-4 1949

### 1950年代
- 光悦の茶碗 日本美術工藝 135 1950
- 天目の整理追補稿 日本美術工藝 137 1950
- 紅安南の茶碗 日本美術工藝 138 1950
- 紅安南花形皿解説 國華 694 1950
- 安南燒黒花盤解説 國華 696 1950
- お皿談義 日本美術工藝 143 1950
- 彫三島茶碗の場合 日本美術工藝 144 1950
- 現われた仁清茶壷 日本美術工藝 145 1950
- 青磁の趣味 日本美術工藝 146 1950
- 李朝辰砂釉切子缾解説 國華 702 1950
- 讀陶要領 古美術 1-3 1950
- 紅安南茶碗解説 國華 704 1950
- 光悦の茶碗 ミューゼァム 1 1951
- 宣徳青華桃菓双禽圖大盤解説 國華 711 1951
- 東洋古陶器槪觀 ミューゼァム 5 1951
- 古陶磁器鑑賞の回顧 日本美術工藝 151 1951
- 陶磁識得道場開設試案 日本美術工藝 154 1951
- 唐三彩 ミューゼァム 18 1952
- 三尾の魚 日本美術工藝 170 1952
- 明代磁器の特色と趣味 明代の染付と赤繪 1953
- 陶磁器の味わい 天地人 5 1953
- 古月軒の作品 ミューゼァム 39 1954
- 飛び入り茶碗抄 日本美術工藝 191 1954